# Halichondria muanensis
Halichondria muanensis är en svampdjursart som beskrevs av Kang och Thomas Robertson Sim 2008. Halichondria muanensis ingår i släktet Halichondria och familjen Halichondriidae. Inga underarter finns listade i Catalogue of Life.